# Enyalioides microlepis
Enyalioides microlepis är en ödleart som beskrevs av  O’shaughnessy 1881. Enyalioides microlepis ingår i släktet Enyalioides och familjen Hoplocercidae. Inga underarter finns listade i Catalogue of Life.